# 東京YMCA国際ホテル専門学校
東京YMCA国際ホテル専門学校（とうきょうワイエムシーエーこくさいほてるせんもんがっこう）は、1935年創立の東京都新宿区西早稲田にあるホテル業界に関する業務知識を取得できる私立専修学校。

## 概要
1935年、非営利公益団体のキリスト教青年会（YMCA）に加盟している公益財団法人の東京YMCAにより創立された国際ホテル学校が前身である。1979年に専修学校となり、2020年には創立85周年を迎えた。
6か月間に渡るホテル実習のほか、通学にはスーツを着用しての登校を特色としている。

## 出身者
- 安部譲二 - 小説家、タレント
- 多々良純 - 俳優（中退）
- 佐瀬守男 - 実業家、築地銀だこ創業者
- 佐久間進 - 実業家、サンレー創業者
- 小渕宏二 - 実業家、クルーズ創業者

## 系列校
- 東京YMCA医療福祉専門学校
- 東京YMCA社会体育・保育専門学校